# Alena Páralová
Alena Páralová (* 11. srpna 1948 Ústí nad Labem) je česká politička, koncem 20. století a v první dekádě 21. století poslankyně Poslanecké sněmovny za ODS.

## Vzdělání a profesní život
Vystudovala elektrotechnickou fakultu ČVUT a poté do roku 1996 pracovala v podniku Tesla Pardubice.

## Politická kariéra
V roce 1991 vstoupila do ODS. V komunálních volbách roku 1994 byla zvolena do zastupitelstva městské části Pardubice I za ODS. V komunálních volbách roku 1998 pak byla zvolena za ODS do zastupitelstva městské části Pardubice II. Znovu se byla zvolena v komunálních volbách roku 2006. V letech 1997 až 1998 zde byla starostkou.
Ve volbách v roce 1998 byla zvolena do poslanecké sněmovny za ODS (volební obvod Východočeský kraj). Byla místopředsedkyní sněmovního výboru pro sociální politiku a zdravotnictví. Poslanecký mandát obhájila ve volbách v roce 2002. I po nich působila na pozici místopředsedkyně výboru pro sociální politiku a zdravotnictví. Opětovně byla poslankyní zvolena ve volbách v roce 2006. V letech 2006–2010 působila jako místopředsedkyně výboru pro sociální politiku. V období let 2006–2009 byla navíc členkou sněmovního organizačního výboru. V parlamentu setrvala do voleb v roce 2010.
V letech 2003 až 2006 byla stínovou ministryní práce a sociálních věcí ODS.
V polovině února 2009 prohlásila, že vystoupí z ODS, pokud parlament schválí Lisabonskou smlouvu. Dále uvedla, že důvodem pro odchod z ODS by bylo i to, kdyby strana nepodpořila její návrh na zvýšení rodičovské pro rodiče těžce nemocných dětí. Rodičovský příspěvek 7600 korun by podle Páralové měli rodiče dostávat až do 15 let věku dítěte. Poté, co 6. května 2009 Senát Parlamentu České republiky schválil Lisabonskou smlouvu, když ji podpořilo 54 ze 79 hlasujících senátorů, oznámila skutečně Páralová novinářům, že odchází z ODS. Od roku 2010 pracuje jako ředitelka sekretariátu předsedkyně Poslanecké sněmovny. Dále pracovala pro Výbor dobré vůle – Nadaci Olgy Havlové.